# Forces armées émiriennes
Les forces armées émiriennes sont constituées des forces fédérales des Émirats arabes unis réparties dans l'Armée de terre, les Forces aériennes (4 000 hommes), la Marine (2 500 hommes) et d'autres composantes de défense, ainsi que par les unités militaires propres aux sept Émirats.
Elles disposent d'un personnel d'active de 65 000 hommes et leur budget est de 14,3 milliards de dollars en 2015, soit 5,34 % du PNB et les dépenses militaires les plus élevées de la planète. Elles sont principalement équipées par les États-Unis, la France, le Royaume-Uni et la Corée du Sud. Ses quartiers-généraux sont situés à Abou Dabi.
Les Émirats arabes présentent la particularité d'avoir, malgré une population extrêmement faible, une des armées les plus entrainées du Moyen-Orient au point d'être surnommée "La Mini Sparte" par James Mattis .

## Historique et déploiements

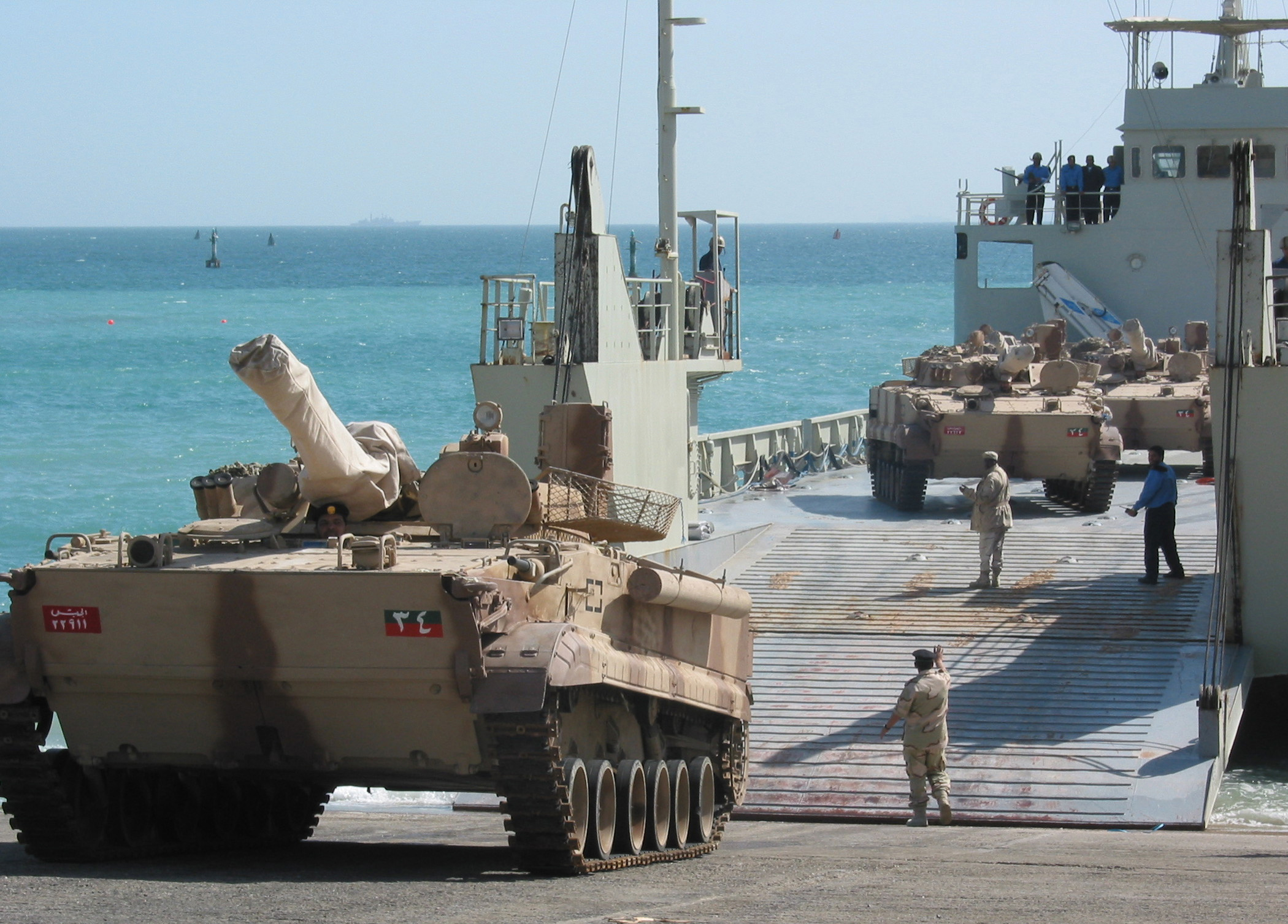
BMP-3 de l'armée de terre des Émirats arabes unis au Koweït, 7 mars 2003. Les Émirats arabes unis ont acheté 598 exemplaires de ce type à la Russie.

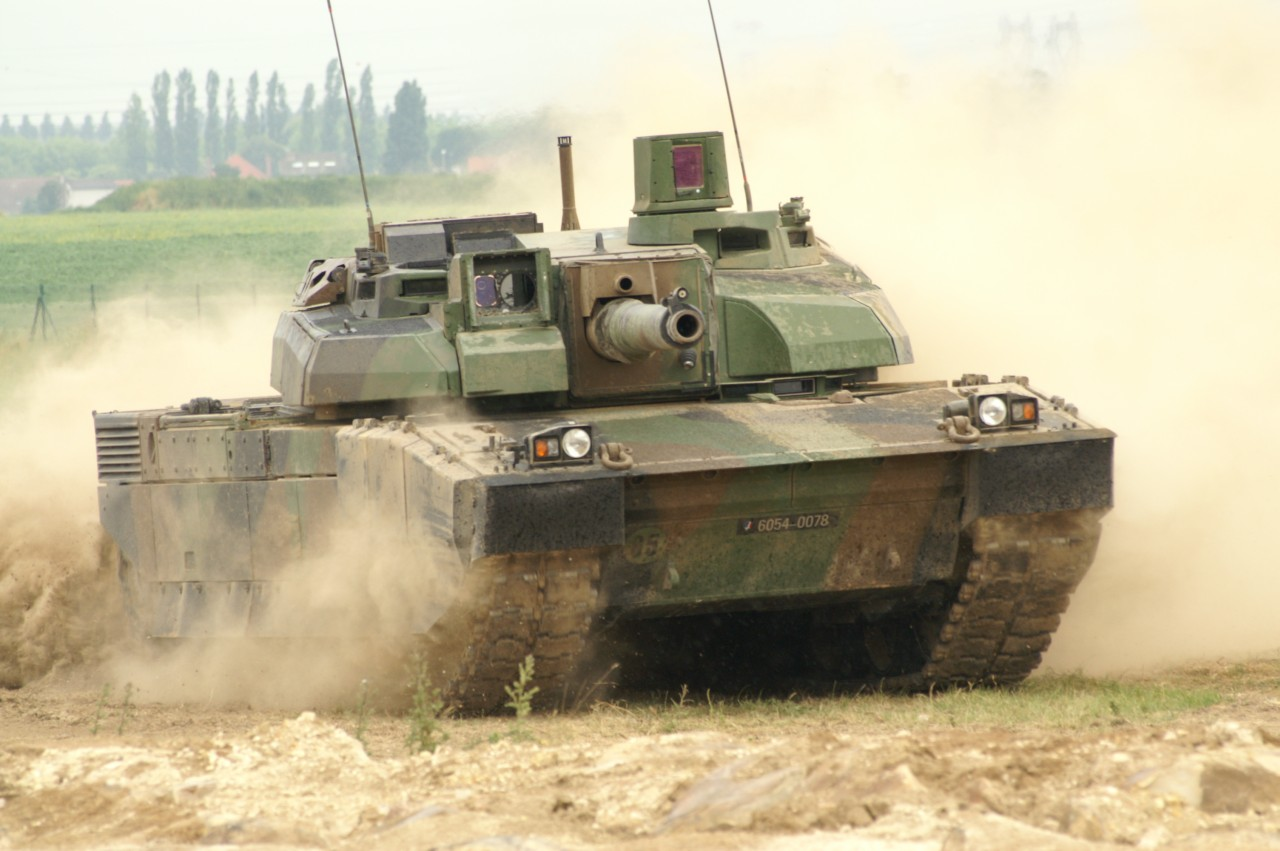
L'armée de terre émirienne dispose de 388 chars AMX Leclerc et de 370 M3 Panhard, achetés à la France.

À la suite de l’invasion du Koweït en 1990, les Émirats arabes unis ont entretenu de bonnes relations avec leurs alliés occidentaux dans le domaine militaire. Ils ont coopéré avec les forces occidentales afin de libérer le Koweït et ont signé des traités de défense et de coopération militaire avec la France et les États-Unis, lesquels lui ont fourni aide et matériel militaires. Récemment, un traité de défense militaire a été signé aux termes duquel la France s’engage à protéger les Émirats en cas d’atteinte à leur souveraineté nationale. Les Français ont également ouvert une base militaire dans la capitale des Émirats et les deux pays ont signé un accord nucléaire civil. Les Émirats arabes unis sont également membres du Conseil de coopération du Golfe.
Les forces armées émiriennes furent déployées au Koweït durant la guerre du Golfe de 1991 en tant que membres du « Bouclier de la Péninsule » et prirent position dans Koweït City où elles fournirent un soutien logistique à l'armée américaine. En 1993, elles déploient un bataillon d'infanterie dans le cadre de la mission de l'ONU en Somalie. Durant la guerre d'Irak en 2003, un régiment fut déployé au Koweït. Par ailleurs, l'armée émirienne contribue à la protection du Golfe Persique et du détroit d'Ormuz contre les menaces terroristes. Elle participe à partir de septembre 2014 à la guerre contre l'État islamique.
Entre 2006 et 2010, les Émirats achètent plus d'armes que toutes les autres Monarchies du Golf combinées 
En janvier 2014, les Émirats instaurent le service obligatoire pour les nationaux âgés de 18 à 30 ans. Il est obligatoire pour les garçons, facultatif pour les filles, d'une durée de neuf mois pour les diplômés et de deux ans pour les autres,.
Le prince Mohammed ben Zayed juge : "J'ai lancé le service militaire car je veux que tout le monde dans ce pays se sente responsable. Il y a trop de gros qui ne foutent rien "
L'armée émirienne s'engage depuis 2015 dans la guerre civile yéménite. Appartenant à la coalition alliée au gouvernement du président Hadi, elle combat notamment au côté de l'armée saoudienne.

## Dépenses militaires par année

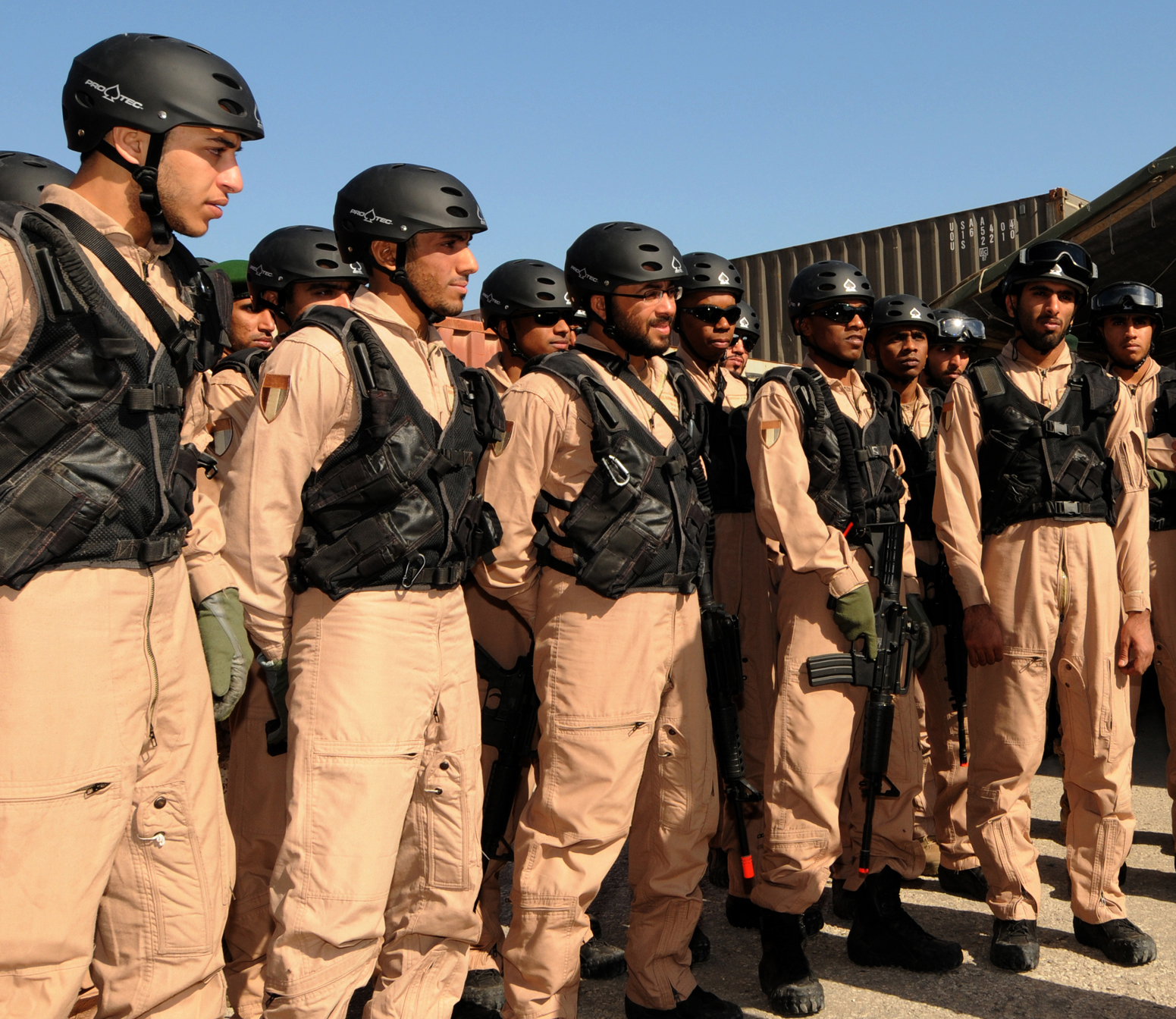
Soldats des forces armées émiriennes.

- 1999 : 2,1 mds $ (1,8 % du PNB) ;
- 2000 : 2,6 mds $ (0,8 % du PNB) ;
- 2005 : 3,8 mds $ (1,0 % du PNB) ;
- 2010 : 10,0 mds $ (7,3 % du PNB) ;
- 2015 : 14,375 mds $ (5,3 % du PNB)[7].

## Liste des bases militaires
| Nom                                     | coordonnées angulaires | dimensions de la base                                                                                        | Pistes d'atterrissage                     | Bunker à avion                            | Bunker                                    |
| --------------------------------------- | ---------------------- | --- | ----------------------------------------- | ----------------------------------------- | ----------------------------------------- |
| Vide                                    | 23.649970, 53.822726   | | 23.651247, 53.823884 23.688298, 53.869285 | 23.641171, 53.813600 23.663851, 53.838366 |                                           |
| Vide                                    | 22.778998, 55.053307   | | 22.774174, 55.063258                      |                                           | 22.765692, 55.082656                      |
| Base aérienne 104 Al Dhafra (Abou Dabi) | 24.247063, 54.549485   | | 24.230863, 54.551206 24.248840, 54.546868 | 24.255233, 54.530449                      | 24.258693, 54.522539 24.222843, 54.535238 |
| Base aérienne au nord-est d'Abou Dabi   | 24.518594, 54.876562   | le périmètre clôturé de la base est un gigantesque rectangle de 81 km de périphérie et 369 km2 de superficie | 24.523580, 54.976798                      |                                           |                                           |
| Al Ain International Airport (AAN)      | 24.241420, 55.622708   | | 24.261873, 55.609120                      | 24.240412, 55.622786                      |                                           |

À la suite d'un accord en février 2017, les Émirats Arabes Unis construisent une base navale dans le port de Berbera au Somaliland.